# ناردين الجزائر
نَارِدِين الجزائر (Fedia cornucopiae) هو نوع من النباتات يتبع الفصيلة الخمانية.